# Crematogaster dispar
Crematogaster dispar är en myrart som beskrevs av Auguste-Henri Forel 1902. Crematogaster dispar ingår i släktet Crematogaster och familjen myror.

## Underarter
Arten delas in i följande underarter:
- C. d. bipartita
- C. d. dispar